# Carlos Moedas
Carlos Manuel Félix (Carlos) Moedas (Beja, 10 augustus 1970) is een Portugees politicus. Van november 2014 tot november 2019 was hij Europees commissaris namens Portugal.

## Biografie
In het najaar van 2014 werd hij door de Portugese regering voorgedragen als Europees Commissaris. Als Portugees Eurocommissaris volgt hij José Manuel Barroso op. Hij kreeg de portefeuille Onderzoek, Wetenschap en Innovatie. Zijn benoeming ging in op 1 november 2014 en eindigde op 30 november 2019.
Vytenis Andriukaitis · Andrus Ansip (tot 2 juli 2019) · Dimitris Avramopoulos · Elżbieta Bieńkowska · Violeta Bulc · Miguel Arias Cañete  · Corina Crețu (tot 2 juli 2019) · Valdis Dombrovskis  · Marija Gabriel (vanaf 4 juli 2017) · Kristalina Georgieva (tot 1 januari 2017) · Johannes Hahn · Jonathan Hill (tot 15 juli 2016) · Phil Hogan  · Věra Jourová · Jean-Claude Juncker · Jyrki Katainen · Julian King (vanaf 19 september 2016) · Cecilia Malmström · Neven Mimica · Carlos Moedas · Federica Mogherini · Pierre Moscovici · Tibor Navracsics · Günther Oettinger · Maroš Šefčovič · Christos Stylianides · Marianne Thyssen · Frans Timmermans · Karmenu Vella · Margrethe Vestager
- Gemeinsame Normdatei: 1214839916
- Parlement.com: vivx6fystwz8
- Virtual International Authority File: 307206661